# New York (film 2009)
New York è un film del 2009 diretto da Kabir Khan.